# Tajmyra
Tajmyra (ros. Таймыра) − rzeka w Rosji na półwyspie Tajmyr, na północy Kraju Krasnojarskiego.
Przepływa przez jezioro Tajmyr, które dzieli rzekę na Górną Tajmyrę (dł. 567 km) i Dolną Tajmyrę (dł. 187 km).
Dużą część rzeki obejmuje Tajmyrski Rezerwat Biosfery.